# Александр Сілва Роша
Александр Сілва Роша або просто Додо (порт.-браз. Alexandre Silva Rocha, нар. 22 листопада 1996, Ріо-де-Жанейро, Бразилія) — бразильський футболіст, атакувальний півзахисник.

## Життєпис
Народився в Ріо-де-Жанейро, вихованець місцевого клубу «Ботафого». Виступав за бразильські клуби «Боавіста», «Артсул» та «Терезополіс».
Наприкінці серпня 2019 року переїхав до України, де підписав контракт з «Металістом 1925». У новій команді отримав футболку з 33-м ігровим номером. Сім разів потрапляв до заявки харків'ян на матчі Першої ліги, але на поле жодного разу не виходив.
14 лютого 2020 року перейшов у «Балкани». У футболці зорянського клубу дебютував 25 червня 2020 року в переможному (1:0) домашньому поєдинку 20-го туру Першої ліги проти «Черкащини». Додо вийшов на поле в стартовому складі, а на 60-й хвилині його замінив Анатолій Опря. Влітку 2020 року зіграв 10 матчів у футболці клубу з Одещини. По завершенні сезону 2019/20 «Балкани» через фінансові проблеми знялися з Першої ліги та заявилися в Другу лігу, після чого Додо покинув клуб.
Повідомлялося, що в серпні 2020 року Додо став гравцем «Кременя», але до заявки кременчуцького клубу гравець так і не потрапив.